# CSX Transportation
CSX Transportation (AAR primarna oznaka CSXT; ostale B&O, C&O, SBD, L&N, NYC, RF&P in SCL) je železnica razreda I v ZDA, ki je del korporacije CSX Corporation; je eno največjih železniških podjetij v ZDA, eno od le dveh želenic razreda I na vzhodni obali ZDA in najstarejše delujoče železniško podjetje v Severni Ameriki; predhodnik podjetja, Baltimore and Ohio Railroad, je bil ustanovljen leta 1827 in še danes deluje kot hčerinsko podjetje v sklopu CSXT. Sam CSXT pa je bil uradno ustanovljen 1. julija 1986.
Trenutno je podjetje največje železniško podjetje na vzhodni obali, saj upravlja s okoli 26.400 km (22.000 milj) proge, ki potekajo po ozemlju 23 ameriških zveznih držav (Alabama, Connecticut, Delaware, Florida, Georgia, Illinois, Indiana, Kentucky, Louisiana, Maryland, Massachusetts, Michigan, Mississippi, Severna Karolina, New Jersey, New York, Ohio, Pensilvanija, Južna Karolina, Tennessee, Virginija in Zahodna Virginija), Distrikta Kolumbije in dveh kanadskih provinc (Ontario, Quebec). Sedež podjetja je v Jacksonvillu (Florida).